# На Захід (фільм, 1940)
На Захід (англ. Go West) — американський комедійний мюзикл Едварда Баззела 1940 року з братами Маркс в головній ролі.

## Сюжет
Старий золотошукач володіє ділянкою, яка не приносить золота. Однак навіть порожня земля може дати прибуток — якщо продати її для будівництва залізниці. Але коли документ на володіння землею потрапляє в руки недотеп, всім учасникам угоди доводиться несолодко.

## У ролях
- Брати Маркс:
  - Граучо Маркс — С. Квентін Квіл
  - Чіко Маркс — Джо Панело
  - Гарпо Маркс — Расті Панело
- Джон Керролл — Террі Тернер
- Даяна Льюїс — Єва Вілсон
- Волтер Вулф Кінг — Бічер
- Роберт Беррат — «Червоний» Бакстер
- Джун МакКлай — Лулубела
- Джордж Лессі — президент залізниці
- Іріс Адріан — Мері Лу

## Музичні номери
- «As If I Didn't Know»
- «You Can't Argue With Love»
- «From The Land Of The Sky-Blue Water»
- «Ridin' The Range»